# Kirchenkreis Lüchow-Dannenberg
Der Evangelisch-lutherische Kirchenkreis Lüchow-Dannenberg ist ein Kirchenkreis in Niedersachsen mit Hauptsitz in Lüchow. Er gehört zum Sprengel Lüneburg der Evangelisch-lutherischen Landeskirche Hannovers. Zum Kirchenkreis Lüchow-Dannenberg gehörten 2018 etwa 28.000 Mitglieder und Juni 2021 25.240. Stefan Wiechert-von Holten ist Propst von Lüchow-Dannenberg. in 35 Kirchen- und zehn Kapellengemeinden mit dem Superintendenten, 15 weiteren Pfarrstellen und vier Regional-Diakonen. Es befinden sich 63 Kirchen und Kapellen im Gebiet des Kirchenkreises, der  einerseits sehr wenige Gemeindeglieder  hat, aber andererseits eine hohe Anzahl an Kirchen, Kapellen und Kirchengemeinden, die dadurch zwangsläufig relativ klein sind. Der Superintendent des Kirchenkreises nennt sich traditionell Propst.

## Geographie
Der Kirchenkreis Lüchow-Dannenberg liegt am östlichen Rand Niedersachsens und erstreckt sich fast über die gesamte Fläche des Landkreises Lüchow-Dannenberg mit Ausnahme einiger Ortschaften der Gemeinde Göhrde. Müssingen, Gemeinde Soltendieck im Landkreis Uelzen, gehört zur Kirchengemeinde Schnega. Das Gebiet des Kirchenkreises ist ländlich geprägt.

## Geschichte

### Mittelalter
Erste Missionsansätze hat es wohl bereits im 9. Jahrhundert gegeben, da in Hitzacker zwei Kreuzfibeln in einer slawischen Handwerkersiedlung am Jeetzelufer gefunden wurden. Die Region wurde dann im 12. Jahrhundert in der Zeit Heinrich des Löwen christianisiert. Bischof Hermann von Verden bestimmte dem Kloster Diesdorf in der Altmark eine wesentliche Rolle zu. Die Wenden wurde im Rahmen der Ostkolonisation von Osten her bekehrt. Der Einfluss der Altmark ist auch in der Bauweise mancher Kirche zu beobachten. Die Feldsteinkapellen im Südkreis, in der Nähe zur Altmark, sind neben der Kapelle Spithal die ältesten Kirchengebäude in der Region.

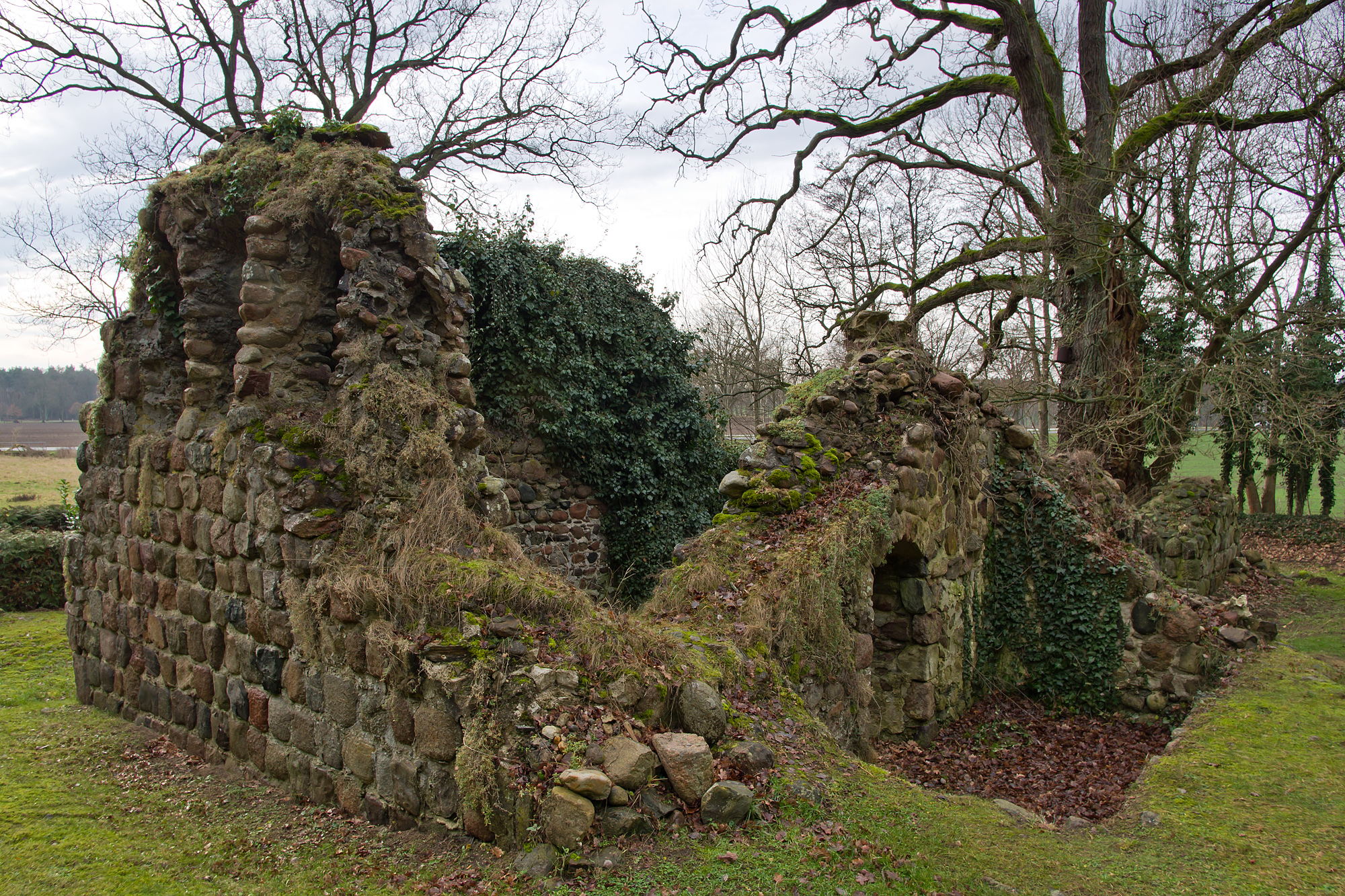
Ruine der Feldsteinkapelle Spithal – Rest des wohl ältesten Kirchenbaus im Hannoverschen Wendland

Die Propsteikirchen der Grafschaften Lüchow und Dannenberg und die Kirche des Großkirchspiels Hitzacker sind als Missions- und Taufkirchen Johannes dem Täufer geweiht. Von ihnen ging die Christianisierung des Wendlands aus. Die beiden Grafschaften bildeten den organisatorischen Rahmen der Mission im Wendland. Die Kirchengemeinden gehörten zu den Präposituren Dannenberg, Lüchow und Schnega und das Kirchspiel Hitzacker zum Archidiakonat Bevensen, innerhalb des Bistums Verden. Die Präpositur Schnackenburg war für die Region um Gartow zuständig. Das Kirchspiel Predöhl gehörte mit den Kapellen im Lemgow zur Präpositur Salzwedel, das damals schon Teil einer anderen Landesherrschaft war. Die Präposituren hatten im östlichen Teil des Bistums eine ähnliche Stellung wie ein Archidiakonat. In der zweiten Hälfte des 14. Jahrhunderts war die kirchliche Organisation soweit gefestigt, dass die Propsteien nur noch Pfründen waren und die Anwesenheit eines geistlichen Oberhauptes nicht nötig war. Die Kirchen der Städte liegen am Rand der alten Siedlungskerne, ebenfalls die Kirchen in Dörfern.
Ein Kloster hat es im Wendland nie gegeben. Die Grafen behielten ihre Hausklöster in Diesdorf und Dambeck außerhalb ihrer Gebiete. Lateinschulen wurden mit den Kirchen in den Städten aufgebaut, aus denen sich dann Schulen für die Bürger entwickelten.

### Reformation
Die Reformation setzte sich im Wendland nach dem Landtagsbeschluss zu Scharnebeck im Jahr 1527 rasch und reibungslos als Fürstenreformation durch. Die kirchliche Organisation bleibt bestehen. Für die Propstei Lüchow werden 1534 die Kirchenspiele Trebel, Predöhl, Woltersdorf, Rebenstorf, Küsten, Krummasel, Bösel, Groß Wittfeitzen, Plate, Wustrow, Satemin und Bülitz aufgelistet. Nur der Lemgow (Kirchspiel Predöhl) gehört fortan zur Propstei Lüchow – und nicht mehr zu Salzwedel. Die Landesherren sind seit der Reformation auch Kirchenoberhaupt und nun wird hier die Kirchengrenze mit der Landesgrenze zusammengeführt. Obwohl die Propstei Schnega aufgelöst ist, sind die Kirchspiele Bergen, Clenze und Schnega zu diesem Zeitpunkt noch keiner neuen Propstei zugeordnet und sind als Kirchen im Amt Warpke beschrieben. Im Großkirchspiel Hitzacker werden die Kapellen Drethem, Gülden, Wibbese und Riebrau zu Kirchen erhoben und das Kirchspiel damit in kleinere aufgeteilt. Die Kapellen Breselenz und Gümse und die Kirchen in Quickborn, Damnatz und Langendorf gehören zur Propstei Dannenberg. Soziale Unruhen fanden im Rahmen der Reformation im Wendland nicht statt.
In Lüchow wurde 1564 und in Dannenberg 1569 eine Superintendentur eingerichtet. Der Dannenberger Fürst Heinrich unterzeichnete 1577 die Konkordienformel, um innerkirchliche Streitigkeiten beizulegen. Sein Sohn August der Jüngere (Herzog in Hitzacker) trat für einen territorialkirchlichen Kurs ein. Johannes Schultz war sein Hofkomponist. In Dannenberg wurde für das Fürstentum ein eigenes Konsistorium aufgebaut. Der Dannenberger Superintendent nannte sich später Generalsuperintendent. 1639 wurde der Sitz des Generalsuperintendenten nach Lüchow verlegt. Ab 1650 bestand für zwanzig Jahre in Hitzacker für den Bereich des Amtes Hitzacker eine eigene Superintendentur. In dieser Zeit bildeten die Kirchen des Fürstentum Dannenberg eine eigene Landeskirche. Nach dem Umzug des Herzogs August des Jüngeren nach Wolfenbüttel galt im Wendland die Wolfenbütteler Kirchenordnung. Die Superintendenturen Lüchow und Dannenberg kamen 1708 zur neuen Generalsuperintendentur Harburg, die später Harburg-Dannenberg genannt wurde.
Eine katholische Kirche wurde erst 1914 in Lüchow für die Bergarbeiter der Kalischächte bei Wustrow wieder gebaut.
Der Generalsuperintendent Joachim Hildebrand führte im August 1671 eine Visitation der 22 Pfarreien durch, um eine Übersicht über das Kirch- und Schulwesen nach dem Krieg zu erhalten. Im Blick hatte er dabei auch die heidnischen Bräuche der ländlichen Bevölkerung, die er „wendischer Aberglaube“ nannte. 1687 erließ er die Dannenberger Schulordnung, deren Schulbezirke bis zur Gegenwart in den Grundschulbezirken zu entdecken sind. Nach dem Dreißigjährigen Krieg setzte im 18. Jahrhundert eine langsam beginnende Bautätigkeit ein, die sich im 19. Jahrhundert rege fortsetzte. Im 20. Jahrhundert gab es kaum noch größere Kirchenneubauten.

### 19. Jahrhundert bis Gegenwart
1862 setzte sich im Katechismusstreit der Lüchower Pastor Baurschmidt gegen König und Konsistorium durch und wurde als „Luther des Wendlands“ berühmt. König Georg V. wollte einen konservativen Landeskatechismus einführen, um die aufklärerischen und rationalistischen Einflüsse zu streichen. In der Folge wurde ein Jahr später eine moderne Synodalverfassung eingeführt.
Nach der Annektierung Hannovers durch Preußen gründete sich auch im Wendland eine Gemeinde der Selbständigen lutherischen Kirche in Gistenbeck.
Lange Zeit bestanden in der Region die Kirchenkreise Lüchow, Dannenberg und Gartow. 1936 wurden die Sprengel der Landeskirche neu geordnet. Diese Kirchenkreise gehörten danach zum Sprengel Lüneburg. Zum Kirchenkreis Dannenberg zählten zeitweise noch die rechtselbischen Kirchengemeinden Neuhaus, Kaarßen, Tripkau und Wehningen, die zwischenzeitlich zur Mecklenburgischen Landeskirche und heute zum Kirchenkreis Bleckede gehören. Nach dem Zweiten Weltkrieg wurde der Kirchenkreis Gartow 1958 aufgelöst und größtenteils dem Kirchenkreis Dannenberg zugeschlagen. 1982 schlossen die beiden Kirchenkreise eine Vereinbarung zu einer engen Zusammenarbeit, die 2006 zu einem gemeinsamen Kirchenkreis führte.
Die Auswahl Gorlebens als Standort für ein nukleares Entsorgungszentrum mit Wiederaufarbeitungsanlage, Zwischen- und Endlager forderte von Anfang an die Kirchengemeinden. 1980 feierten evangelische Pastoren auf dem Gelände des Hüttendorfes der Republik Freies Wendland einen Gottesdienst, während der Gartower Pastor Mahlke ein landeskirchliches Verbot ausgesprochen bekommen hatte, dort aufzutreten.
Die Kirchenkreistage Lüchow und Dannenberg positionierten sich früh gegen den Bau eines Atommüllendlagers in Gorleben. Sie nahmen damit die späteren Beschlüsse der Landeskirche Hannover und der EKD vorweg und prägten die innerkirchliche Diskussion maßgeblich. Die Pastoren und kirchlichen Mitarbeiter des Kirchenkreises treten mit kirchenweiter Unterstützung während der Castortransporte als Seelsorger und Demobeobachter auf. Sie erstellen hierüber regelmäßig einen sogenannten Pastorenbericht, der weitgehende Beachtung findet, weil er als neutraler Bericht zu den Ereignissen während des Transportes gilt.
Von 1985 bis 2012 nahm die Zahl der Kirchenglieder von über 43.000 auf rund 30.000 ab. Der Anteil der evangelischen Christen an der Bevölkerung des Landkreises nahm von 92,6 % im Jahr 1970 über 81,9 % (1987) bis 2013 auf rund 64 % ab. 1985 gab es 25 Pfarrstellen in den beiden Kirchenkreisen. Heute sind es noch 15 Pfarrstellen im Kirchenkreis.
Der Kirchenkreis erprobt mit mehreren Projekten für die Landeskirche, wie sich ländliche Kirchengemeinden vor dem Hintergrund des demographischen Wandels und der Veränderung des Lebens auf dem Lande entwickeln und dabei erhalten bleiben können. Ehrenamtliche sollen in einer evangelischen Akademie ihren Fortbildungsbedarf selbst bestimmen und Berufstätigen soll ermöglicht werden an Fortbildungen teilzunehmen, weil zentrale Veranstaltungen zu weite Fahrtwege bedeuten. Pastoren sollen zukünftig nicht mehr auf der Gemeindeebene, sondern auf der Kirchenkreisebene beschäftigt werden, damit alle Regionen des Kirchenkreises gleich versorgt sind und Pastoren durch ihre Arbeit gleich belastet bzw. nicht überlastet sind. Der Konfirmandenunterricht soll an den Schulstandorten erteilt werden und damit an den Erfordernissen eines Ganztagsunterrichtes auf dem Lande angepasst werden und nicht mehr in den Ortsgemeinden stattfinden.
Die meisten Kirchengemeinden des Kirchenkreises sind durch eine Arbeitsgemeinschaft miteinander verbunden.

## Kirchengemeinden
Der Kirchenkreis ist in vier Regionen aufgeteilt, in denen die Kirchengemeinden in der Konfirmandenausbildung und den Gottesdiensten zusammenarbeiten, die Pfarrämter sich gegenseitig vertreten.
| Pfarramt                     | Kirchengemeinde | Gemeindeglieder (Stand 2011) | Kirche                      | Ort                 | Bild                             | Lage |
| ---------------------------- | --------------- | ---------------------------- | --------------------------- | ------------------- | -------------------------------- | ---- |
| Region Mitte                 |                 |                              |                             |                     |                                  |      |
| Lüchow I                     | Lüchow          | 4630                         | St. Johannis                | Lüchow              | Kirche Lüchow                    | Lage |
|                              |                 |                              | Kapelle                     | Jeetzel             | Kapelle Jeetzel                  | Lage |
|                              |                 |                              | St.-Marien-Kapelle          | Kolborn             | Kapelle Kolborn                  | Lage |
| Dannenberg                   | Dannenberg      | 4811                         | St. Johannis                | Dannenberg          | St.-Johannis-Kirche Dannenberg   | Lage |
| Plate/Lüchow II              | Plate           | 1013                         | St. Marien                  | Plate               | Kirche Plate (Lüchow)            | Lage |
|                              |                 |                              | Marienkapelle               | Lübeln              | Kapelle Lübeln                   | Lage |
| Quickborn                    | Quickborn       | 832                          | St. Maria Magdalena         | Quickborn           | St. Maria Magdalena Quickborn    | Lage |
|                              | Damnatz         | 196                          | Kirche                      | Damnatz             | Kirche Damnatz                   | Lage |
|                              | Langendorf      | 458                          | St. Christinen              | Langendorf          | St. Christinen Langendorf        | Lage |
| Region Nord                  |                 |                              |                             |                     |                                  |      |
| Hitzacker                    | Hitzacker       | 3377                         | St. Johannis                | Hitzacker           | Kirche Hitzacker                 | Lage |
|                              |                 |                              | Fachwerkkapelle             | Bredenbock          | Kapelle Bredenbock               | Lage |
|                              |                 |                              | Kapelle                     | Lenzen              | Kapelle Lenzen                   | Lage |
| Neu-Darchau/ Hitzacker II    | Neu-Darchau     | 915                          | St. Petri                   | Neu-Darchau         | Kirche Neu Darchau               | Lage |
|                              |                 |                              | Kirche                      | Drethem             | Kirche Drethem                   | Lage |
|                              |                 |                              | Fachwerkkapelle             | Wietzetze           | Kapelle Wietzetze                | Lage |
| Riebrau                      | Zernien         | 785                          | Kirche                      | Riebrau             | Kirche Riebrau                   | Lage |
|                              |                 |                              | Fachwerkkirche              | Gülden              | Kirche Gülden                    | Lage |
|                              | Breselenz       | 884                          | St. Martin                  | Breselenz           | Kirche Breselenz                 | Lage |
|                              |                 |                              | Kirche                      | Wibbese             | Kirche Wibbese                   | Lage |
|                              |                 |                              | Gutskapelle                 | Breese im Bruche    | Gutskapelle Breese               | Lage |
| Region Ost                   |                 |                              |                             |                     |                                  |      |
| SüdOst                       | Lemgow          | 926                          | Hohe Kirche                 | Predöhl             | Hohe Kirche Lemgow               | Lage |
|                              |                 |                              | St. Georg                   | Bockleben           | Kapelle Bockleben                | Lage |
|                              |                 |                              | St.-Jakobi-Kapelle          | Schmarsau           | Kapelle Schmarsau                | Lage |
|                              |                 |                              | St.-Nikolai-Kapelle         | Simander            | Kapelle Simander                 | Lage |
|                              |                 |                              | St.-Antonius-Kapelle        | Schweskau           | Kapelle Schweskau                | Lage |
|                              |                 |                              | Heilige-Drei-Könige-Kapelle | Prezier             | Kapelle Prezier                  | Lage |
|                              |                 |                              | St.-Petri-Kapelle           | Volzendorf          | Kapelle Volzendorf               | Lage |
|                              | Bösel           | 305                          | St. Georg                   | Bösel               | Kirche Bösel                     | Lage |
|                              | Rebenstorf      | 640                          | St. Michaelis               | Rebenstorf          | Kirche Rebenstorf                | Lage |
|                              |                 |                              | St.-Jakobi-Kapelle          | Lübbow              | Kapelle Lübbow                   | Lage |
|                              | Woltersdorf     | 660                          | Feldkirche                  | Woltersdorf         | Feldkirche Woltersdorf           | Lage |
|                              | Prezelle        | 194                          | Patronatskirche             | Prezelle            | Kirche Prezelle                  | Lage |
|                              | Lanze           | 197                          | Kirche                      | Lanze               | Kirche Lanze                     | Lage |
|                              |                 |                              | Kapelle                     | Lomitz              | Kirche Lomitz                    | Lage |
| Kirchspiel an Elbe und Seege | Gartow          | 878                          | St. Georg                   | Gartow              | St. Georg Gartow                 | Lage |
|                              |                 |                              | Kapelle                     | Meetschow           | Kapelle Meetschow                | Lage |
|                              | Schnackenburg   | 245                          | St. Nicolai                 | Schnackenburg       | Kirche Schnackenburg             | Lage |
|                              | Holtorf         | 102                          | Patronatskirche             | Holtorf             | Patronatskirche Holtorf          | Lage |
|                              | Kapern          | 88                           | Patronatskirche             | Kapern              | Patronatskirche Kapern           | Lage |
|                              | Restorf         | 412                          | St. Johannis                | Restorf             | St. Johannis Restorf             | Lage |
|                              | Trebel          | 912                          | Feldsteinkirche             | Trebel              | Kirche Trebel                    | Lage |
|                              |                 |                              | Kapelle                     | Gorleben            | Kapelle Gorleben                 | Lage |
|                              |                 |                              | Feldsteinkapelle            | Vietze              | Feldsteinkapelle Vietze          | Lage |
| Region West                  |                 |                              |                             |                     |                                  |      |
| Clenze                       | Clenze          | 1127                         | St. Bartholomäus            | Clenze              | Kirche Clenze                    | Lage |
|                              |                 |                              | St.-Andreas-Kapelle         | Gistenbeck          | Kapelle Gistenbeck               | Lage |
|                              | Bussau          | 236                          | Kirche                      | Bussau              | Kirche Bussau                    | Lage |
|                              |                 |                              | Fachwerkkapelle             | Dickfeitzen         | Kapelle Dickfeitzen              | Lage |
|                              | Zeetze          | 169                          | St. Johannis                | Zeetze              | Kirche St. Johannis Zeetze       | Lage |
|                              | Bülitz          | 332                          | St. Martin                  | Bülitz              | Kirche Bülitz                    | Lage |
|                              |                 |                              | Maria-Magdalena-Kapelle     | Luckau              | Kapelle Luckau                   | Lage |
| Schnega                      | Schnega         | 1112                         | St. Michaelis               | Schnega             | Kirche Schnega                   | Lage |
|                              |                 |                              | St.-Michaelis-Kapelle       | Müssingen           | Kapelle Müssingen                | Lage |
|                              |                 |                              | Feldsteinkapelle            | Nienbergen          | Kapelle Nienbergen               | Lage |
|                              |                 |                              | Feldsteinkapelle            | Schäpingen          | Kapelle Schäpingen               | Lage |
|                              |                 |                              | Feldsteinkapelle            | Thune               | Kapelle Thune                    | Lage |
|                              | Bergen          | 822                          | Pauluskirche                | Bergen an der Dumme | Pauluskirche Bergen an der Dumme | Lage |
| Wustrow                      | Wustrow         | 1601                         | St. Laurentius              | Wustrow (Wendland)  | Kirche Wustrow                   | Lage |
|                              | Satemin         | 157                          | Feldsteinkirche             | Satemin             | Kirche Satemin                   | Lage |
| Küsten                       | Küsten          | 300                          | Friedenskirche              | Küsten              | Friedenskirche                   | Lage |
|                              | Meuchefitz      | 132                          | Feldsteinkirche             | Meuchefitz          | Kirche Meuchefitz                | Lage |
|                              | Krummasel       | 368                          | Christuskirche              | Krummasel           | Kirche Krummasel                 | Lage |
|                              | Zebelin         | 312                          | Kirche                      | Zebelin             | Kirche in Zebelin                | Lage |
|                              | Wittfeitzen     | 219                          | Backsteinkirche             | Wittfeitzen         | Kirche in Wittfeitzen            | Lage |

## Einrichtungen im Kirchenkreis
- Superintendentur Lüchow
- Kirchenkreisamt Dannenberg
- Alten- und Pflegeheim St. Georg Lüchow
- Evangelisches Dorfhelferinnenwerk Niedersachsen
- Diakonisches Werk Lüchow-Dannenberg (Sozialberatung, Kurenberatung, Schwangerschaftskonfliktberatung)
- Diakonische Einrichtungen Wendland gGmbH[35] (Jugendwerkstatt, JuniorBahnhof Dannenberg, Diakoniestation mit ambulanter Pflege, Reha Dannenberg) in Kooperation mit den Diakonischen Heimen Kästorf[36]
- evangelische Kindergärten (Lüchow, Dannenberg, Wustrow, Hitzacker, Clenze, Küsten)[37]
- Kirchenkreisjugenddienst
- Ehe- und Lebensberatungsstelle Lüchow
- Notfallseelsorge im Kirchenkreis Lüchow-Dannenberg
- Ev. Krankenhaushilfe

## Superintendenten

### Kirchenkreis Lüchow-Dannenberg
- seit 2008: Stephan Wichert-von-Holten[38][39]
- 2005–2007 Hans-Jürgen Wolters[40]

### Kirchenkreis Lüchow
Die Superintendenten des Kirchenkreises Lüchow besetzen die 1. Pfarrstelle in Lüchow, dessen Inhaber sich traditionell Propst nennt. Daher werden alle Superintendenten in Lüchow Propst genannt. In der Landeskirche Hannover nennt sich nur noch der Superintendent des Kirchenkreises Uelzen Propst.
- 1289–1304 Johannes
- 1309–1319 Hinricus
- 1336    Heinricus Wolters
- 1352    Otto v. Dannenberg
- 1360    Boldewin v. d. Knesebeck
- 1350–1365 Heinricus
- 1377–1380 Otto v. Dannenberg
- 1380    Johannes Niebuhr
- 1406    Heinricus Buncke
- 1426–1426 Harvardus v. Appeln
- 1431    Ludolphus v. Helenn
- 1439    Johannes Grönhagen
- 1464–1478 Baldefin v. d. Knesebeck, Domherr zu Halberstadt
- 1477    Nicolaus Vogede, Vice-Präpositus
- 1483–1489 Heinricus v. Dannenberg
- 1489–1494 Johannes Thureitz
- 1508–1512 Johannes Reinecke
- 1517–1518 Arnoldus Bumann
- bis 1525  Johann Reinecke, letzter katholischer Propst

Die evangelische Zeit: seit der Reformation ist der Propst von Lüchow Superintendent der Inspektion Lüchow
- 1541    Johann Prutze (Preusse)
- 1543    Georgius Pagelo
- 1554–1571 Georgius Bohnesack
- 1571–1575 M. Michael Resenus
- 1575–1589 Otto Musaenius[41]
- 1590–1630 Ludowicus Mülleer
- 1631–1638 M. samuel Ricelius
- 1639–1669 M. Johannes Haspelmacher
- 1669–1673 Vakanz
- 1673–1686 M. Johannes Volmer
- 1687–1693 Adolf Friedrich Schrödter
- 1693–1705 Andreas Reinbeck[42], Vater von Johann Gustav Reinbeck
- 1706–1728 Johann Heinrich Lindes
- 1729–1733 Andreas Christoph Breithaupt
- 1733–1767 Bernhard Werner Falkenhagen
- 1768–1793 Johann Gottlieb Dankwerts
- 1794–1808 Georg Heinrich Burggraf
- 1809–1819 Georg Christoph Bremer
- 1819–1828 Dietrich Henrich Ritscher
- 1829–1839 Johann Peter Friedrich Anton Wiehen
- 1839–1857 Christoph Nicolaus Eggers
- 1858–1887 D. Hermann Seebold[43]

- 1888–1902 Friedrich Ernst Julis Taube
- 1903–1934 Georg Julius Busch
- 1935–1955 Martin Wilhelm Hartwig
- 1956–1965 Günter Marr
- 1965–1975 Karl Gehrke
- 1975–1986 Peter Tidow
- 1987–2005 Hans-Jürgen Wolters

### Kirchenkreis Dannenberg
- 1218 Conrad
- 1237 T. De Dannenberge
- 1235–1238 Walter
- 1238 Ingelbert, Eilert
- 1252 Cyriacus
- 1259–1264 Heinrich, Hoger, Meyer
- 1264 Mardus
- 1279 Heinrich
- 1288 Gerbertus
- 1288 Alvericus
- 1336.1349 Werner von Estorf
- 1349 Johann von Louenborch
- 1360–1379 Friedrich von Berfeld
- 1379–1386 Dr. Johannes Wendeler sen.
- 1386 Dr. Johannes Wendeler jun.
- 1387–1390 Martin von Berfeld
- 1419 Hinrich Bodenstede
- 1427 Luteike Gronehagen
- 1431 Nicolaus Picht
- 1430–1434 Ludolphus Gronehagen
- 1441–1459 Ludolph Lutzecke
- 1506/1510/1522 Johannes Patmer
- 1522–1528 Mathäus Dorheide: Letzter katholischer Propst

Superintendenten in Dannenberg nach der Reformation
- 1528–1538 Mathias Milovius (Milau)
- 1538 Luderus
- 1539 Stephan Möller
- 1546–1552 Friedrich Broockmann
- 1553–15.. Cyriacus Simon (Simonis)
- 1561 (1572)-1579 Heinrich Pröven
- 1579–1583 Sigeberius Praedolius
- 1583–1594 Johannes Isensee
- 1594–1604 Georg Curio
- 1604–1618 Andreas Gödecke
- 1618–1638 Johann Becker
- 1638–1640 (1646?) Friedrich Dedekind
- 1646–1664 Johann Fiene
- 1664–1672 Andreas Schwesinger v. Cronhelm
- 1672–1686 Adolph Friedrich Schrödter
- 1686–1710 Franz Georg Fricke
- 1710–1724 Christian B. Cruse
- 1724–1735 Heinrich Günther Werkmeister
- 1735–1740 Hermann Christian Hornbostel
- 1740–1748 Diedrich Joachim Ludolph Culemann
- 1749–1764 Johann Georg Gassitius
- 1765–1768 Anton Gottfried Alberti, danach Superintendent von Sachsen-Lauenburg
- 1769–1790 Franz H. Heinrich Lüder
- 1792–1798 Johann Cr. Greve
- 1797–1816 Friedrich Heinrich Lindemann
- 1817–1829 Julius Anton Philipp Busse
- 1829–1830 Georg Christian L. Meyer
- 1832–1842 Heinrich Carl Fiedler
- 1842–1850 Karl Eduard Klemm
- 1851–1855 Wilhelm Christian Friedrich Fraatz
- 1855–1866 Louis August Christian Mirow
- 1867–1876 Carl Friedrich Jacobi
- 1876–1887 Johann Friedrich Wilhelm Lührs
- 1888–1998 Heinrich Hermann Wilhelm Deicke

- 1898–1902 Karl Johannes Bornemann
- 1902–1908 Otto Heinrich Kahle
- 1908–1923 Dr. phil Johann Heinrich Theodor Weerts
- 1939–1956 Friedrich Hermann Heinrich Schmidt
- 1956–1963 Friedrich Voges
- 1963–1982 Gerhard Wallmann
- 1982–1993 Joachim Schwietering
- 1994–2005 Peter Kritzokat[44]

## Trivia
- Verlässlich offene Kirchen gibt es in Küsten, Lüchow, Dannenberg, Hitzacker, Bergen an der Dumme, Gartow, Restorf, Holtorf, Schnackenburg, Meetschow, Kapern und Trebel – die meisten sind auch Radwegekirche.
- In der Trebeler Orgelnacht spielen jedes Jahr mehrere Organisten Ende Juli bis tief in die Nacht auf der historischen Orgel (1777) von Johann Georg Stein.
- Der Orgelsommer Gartow wird im Sommer von Anfang Juli bis Ende August am Mittwochabend angeboten. Es wird auf der Hagelstein-Orgel gespielt.[45]
- Die St.-Nikolai-Kirche ist die Spielstätte der Schubertiaden in Schnackenburg.[46]
- Am letzten Freitag im Monat werden in Wibbese Taize-Gebete angeboten.
- Das Gorlebener Gebet ist eine ökumenische Andacht, die seit rund 25 Jahren jeden Sonntag um 14 Uhr unter drei Kreuzen in Sichtweite zum Erkundungsbergwerk Gorleben stattfindet. Es ist noch nie ausgefallen.[47][48]
- Die Lichterkirche an Heiligabend in der Friedenskirche Küsten erhält durch die Beleuchtung der modernen Installation der Kirche und der Kerzen eine besondere Atmosphäre.
- Die Krankenhausseelsorge im Dannenberger Krankenhaus wird ausschließlich von ehrenamtlichen Mitarbeitern der Kirche getragen.
- Taufengel hängen in den Kirchen von Schnackenburg, Meuchefitz, Zeetze und seit 2008 wieder in Satemin.[49]
- Patronate bestehen heute noch für die Kirchengemeinden in Gartow, Restorf, Holtorf, Kapern, Trebel, Prezelle (alle Familie von Bernstorff aus Gartow), Plate (Familien von Plato und von Blottnitz aus Grabow), Satemin (Familie von Dannenberg) und Schnega (Familien von Reden).[50]
- Die weibliche Evangelische Lukas-Communität hat in Belau ihr geistliches und diakonisches Zentrum.
- Die lutherischen Theologen Nikolaus Krage (1500–1559), Tilemann Cragius (1520–1577), August Varenius (1620–1684), Johann Philipp Trefurt (1769–1841), Karl Gustav Wilhelm Baurschmidt (1806–1864), Rudolf Rocholl (1822–1905), Walther Schultz (1900–1957), Rudolf Utermöhlen (1906–1982) wurden in der Region geboren bzw. haben hier gelebt und gewirkt.
- Die Diakonisse Emmy Danckwerts (1812–1865) stammt aus einer Familie, die in Küsten und Plate einige Pastoren gestellt hat.

## Benachbarte Kirchenkreise
- Kirchenkreis Lüneburg (nordwestlich)
- Kirchenkreis Uelzen (westlich)
- Kirchenkreis Salzwedel (südlich) (Evangelische Kirche in Mitteldeutschland)
- Kirchenkreis Stendal (östlich) (Evangelische Kirche in Mitteldeutschland)
- Kirchenkreis Prignitz (nordöstlich) (Evangelische Kirche Berlin-Brandenburg-schlesische Oberlausitz)
- Propstei Parchim (nördlich) (Evangelisch-Lutherische Kirche in Norddeutschland)